# Металургійний завод Тао
Металургійний завод Тао — колишній виробничий майданчик у Меланезії на острові Нова Каледонія (заморське володіння Франції).
В останній чверті XIX століття Нова Каледонія стала центром видобутку нікелю світового значення, при цьому ще до кінця того ж століття тут запустили плавильні заводи у Pte Chaleix (район головного міста колонії Нумеа) та Ouroue (район рудника Тіо), втім вони пропрацювали недовго. Чергові спроби організувати на острові металургійний переділ стосувались заводів у Доніамбо та Тао, що стали до ладу в 1910 році. Останній проєкт реалізовувала компанія Societe Calédonienne Des Mines, яка діяла через Societe Hydro-Electrique de Tao.
Майданчик у Тао мав використовувати гідроенергетичні ресурси гірського масиву Panié та став першим в світі, що продукував електрометалургійний феронікель (до того нікелеплавильні заводи базувались на технології шахтних печей з випуском нікелевого чавуна). Якщо продукція інших новокаледонських заводів (з 1912-го, окрім Доніамбо, також вже діяв новий майданчик у Тіо) мала пройти у Європі ще три етапи обробки, то для феронікелю з Тао достатньо було лише одного етапу. Основне обладнання плавильного комплексу в Тао становили чотири 5-тонні електропечі, які були доправлені з Франції (відомо, що щонайменше дві з них були не нові, а демонтовані для переміщення).
Електростанція у Тао мала потужність лише 500 кінських сил, проте успішні результати експериментальних плавок феронікелю з вмістом нікелю від 50 % до 95 % дозволили узятись за реалізацію значно більшого проєкту, що передбачав нарощування потужності ГЕС до 2,5 тисячі кінських сил (а в перспективі навіть до 10 тисяч). Втім, власник заводу зазнав великих фінансових втрат через події Балканської війни та не зміг завершити будівництво.
Про обсяги виробництва відомо, що в 1910 та 1911 роках вони становили 40 та 940 тонн відповідно. У 1912-му через зазначені вище події завод у Тао випустив лише 105 тонн феронікелю з вмістом нікелю 50 %, а у 1913-му виробництво становило 111 тонн.
З 1914-го майданчик у Тао взяла під свій контроль найвідоміша новокаледонська гірнича компанія Société le Nickel (SLN), що діяла через новостворену Société métallurgique de Tao (та була власником зазначеного вище завод у Тіо). У 1917-му в Тао виробили 203 тонни продукції з середнім вмістом нікелю 44 %.
Є відомості, що діяльність плавильного заводу в Тао остаточно припинилась у 1921 році.
У 1929-му майданчик спробували використати для переробки мідної руди з копальні Мурат, втім, якщо цей проєкт і дійшов до реалізації, то не став тривалим та закрився в 1931 році.